# Глигорие Гоговски
Глигорие Търпев Гоговски (на македонска литературна норма: Глигорие Трпев Гоговски) е общественик и политик от Социалистическа република Македония.

## Биография
Роден е на 6 юли 1943 година в Тетово. Завършва през 1968 година Електротехническия факултет на Университета в Скопие и магистратура в Загребския университет през 1980 година. Работи като генерален директор на текстилния комбинат „Тетекс“ в Тетово. През 1968 година става член на Съюза на комунистите на Македония. В различни периоди е Председател на общинския комитет на СКМ и на общинската конференция на Социалистическия съюз на работническия народ на Македония. Делегат е на общинското събрание на Тетово и на Събранието на Републиканската самоуправляваща се общност за научни дейности. По-късно става член на ЦК на СКМ и на комисията за сътрудничество с комунистическите и работнически партии към ЦК на СКМ. Глигорие Гоговски е последният председател на Изпълнителния съвет на СРМ в периода 1986-1991 г.